# 杰瑞·艾德勒 (口琴手)
希利亚德·杰拉尔德·阿德勒（英語：Hilliard Gerald Adler，1918年10月30日—2010年3月13日）是一位美國口琴演奏家，他的演奏被用於許多電影的原声音乐當中。
阿德勒生於美國馬里蘭州巴爾的摩，早在童年時期就學會了口琴演奏，13嵗時贏得了由巴尔的摩太阳报主辦的當地才藝大賽。比他年長四歲的哥哥賴瑞·艾德勒在五年前舉辦的同場比賽中演奏路德维希·范·贝多芬的《G大調小步舞曲》亦同樣榮獲此殊榮。在此之後，阿德勒與保羅·懷特曼一起找到了份工作，并且定期與他的管弦樂隊一起演出。在開始個人職業生涯之後，他加入了美國陸軍航空兵團，為其娛樂部門從事戲劇與電影的相關工作。
隨著自己職業生涯的不斷發展，阿德勒開始把更多精力投入至流行音樂創作當中。阿德勒參與了諸多20世紀40至60年代電影配樂的創作，包括但不限於《原野奇俠》、《日正當中》、《歡樂滿人間》以及《窈窕淑女》。除此之外，他亦教授許多演員在銀幕表演過程當中如何假裝令人信服地演奏樂器。
阿德勒于2005年出版了個人自傳《Living from Hand to Mouth》。并於2010年因罹患前列腺癌逝世，享壽91嵗。